# Nordnorsk Båtmuseum
Nordnorsk Båtmuseum är ett norskt fartygsmuseum, som ligger i Gratangsbotn i Gratangens kommun i Troms fylke.
Museet drivs av Nordnorsk Fartøyvernsenter og Båtmuseum, som också har ett reparationsvarv i Hellarbogen längre upp längs Gratangen.
Museets ursprung finns i ishavsskepparen Bertheus Eilivsens samlingar av familjens fyra gamla Nordlandsbåter i två stora båthus i Årstein. De visades från 1928 av Gratangen Turiststasjon för sina gäster. Bertheus Eilivsen dog 1937, varefter två av hans 
bröder i Gratangsbotn, Olaus Eilivsen Traning och Martin Eilivsen övertog fartygen, och senare också  en fångstbåt från ishavsskutan Canada. Bröderna Eilivsen lät uppföra en museibyggnad 1954. 
Gratangens kommun övertog fartygssamlingen 1982 och utvidgade samlingen. Båtmuseet, med ett 70-tal båtar, öppnades officiellt 1989. Museet inlemmades 1995 i Stiftelsen Nordnorsk Fartøyvernsenter og Båtmuseum. 